# Grube Altenberg
Die Grube Altenberg (früher St. Johannes) ist ein stillgelegtes Bergwerk in der Gemarkung von Burgholdinghausen, einem Stadtteil von Kreuztal im nördlichen Siegerland. Die Grube zählte zu den bedeutendsten im Müsener Revier.

## Gangmittel und Erzgehalt
Das Hauptmittel Altenberger Gang war knapp 350 m lang und bis zu 46 m mächtig. Der Gang enthielt Bleiglanz und Zinkblende mit Kupfer- und Schwefelkies sowie silberhaltigem Fahlerz. Der Gang Prinz Wilhelm war „nur“ 50 m lang und bis 1 m mächtig, dafür enthielt er wie der Gang Prinz Friedrich reinere Bleierze als der Altenberger Gang sowie Zinkblende, Spateisenstein und kleine Mengen an Fahl- und Kupfererzen, Schwefelkies und auch Spießglanzbleierz. Der Gang Prinz Friedrich war 15–20 m lang, 1–2 m mächtig und enthielt in etwa die gleichen Erze wie der Gang Prinz Wilhelm. 100 kg Bleierz enthielten ca. 80–100 g Silber und hatten einen Bleigehalt von 70 bis 73 %.

## Geschichte

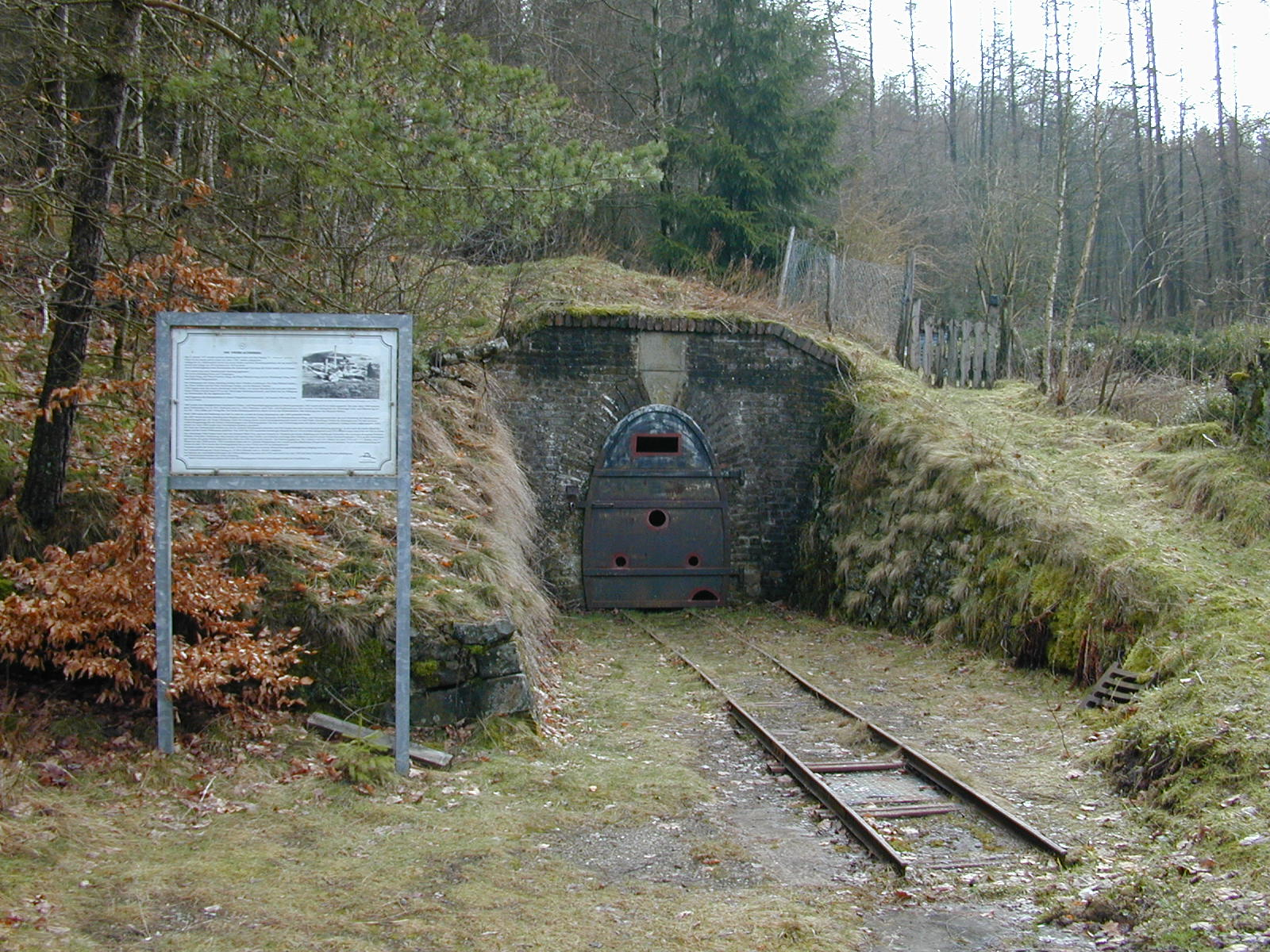
Stollenmundloch der Grube

Am 2. Januar 1571 fand die Mutung der Grube St. Johannes statt. Schon 1579 wurde die Förderung wieder eingestellt. Zwei alte, schon 1885 verfallene Stollen weisen auf sehr alten Bergbau hin, der vermutlich älter als 1571 ist. 1722 erreichte der Tiefe Stollen der Grube eine Länge von 420 m bei 92 m Teufe unter Tage. Die Gesamtlänge des Stollens betrug später 870 m. 72 m über ihm wurde 1836 der Obere Stollen angelegt. 49 m über dem Tiefen Stollen wurde der Prinz Wilhelm Stollen angelegt. 1751 wurde eine 150 Kux starke Gewerkschaft gegründet und damit die Förderung in der Grube wiedermals aufgenommen.
Bereits 1863 legte man einen Maschinenschacht an. Dieser erreichte im selben Jahr 8 m und im darauffolgenden 66 m Teufe. Er hatte eine Größe von 2 × 4 m und eine spätere Teufe von 271,5 m. 1867 wurde eine Dampfmaschine zur Förderung angeschafft. Nach der Stilllegung wurde er verfüllt.
Im Jahr 1914 wurde die Förderung am Altenberg eingestellt. 1923 kaufte die „Bergbau-Aktiengesellschaft Lothringen“ den Besitz „Victoria-Altenberg“.

### Fördermengen

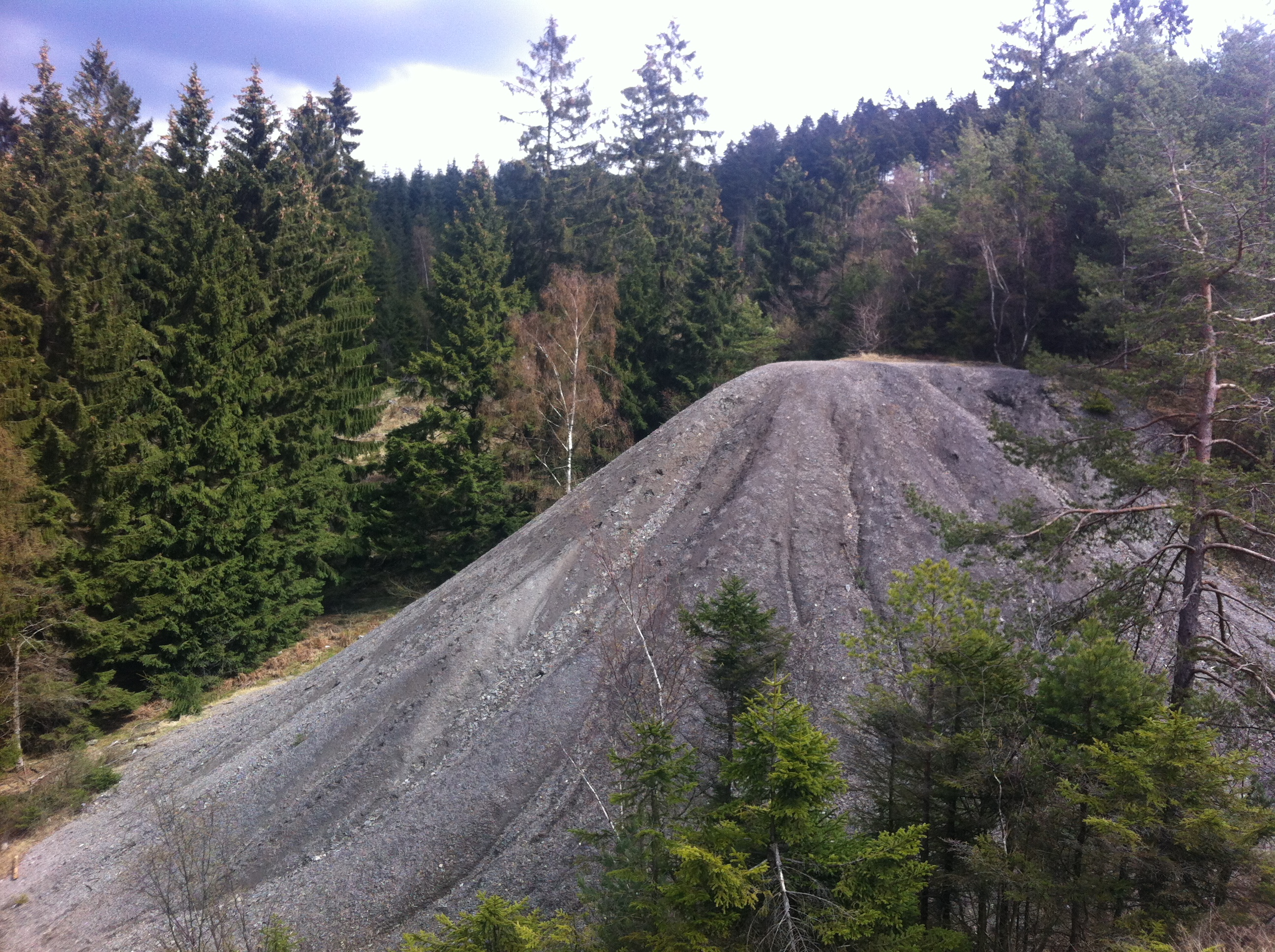
Abraumhalde am Altenberg

Hier einige Fördermengen der Grube:
Bleierz
| - 1857: 310 t Bleierz - 1859: 443 t Bleierz - 1861: 606 t Bleierz | - 1862: 1.261 t Bleierz - 1864: 653 t Bleierz - 1866: 471 t Bleierz | - 1869: 842 t Bleierz - 1878: 1400 t Bleierz - 1885: 1163 t Bleierz |

Zinkerz
| - 1862: 1.229 t Zinkblende - 1863: 207 t Zinkblende - 1864: 756 t Zinkblende | - 1865: 626 t Zinkblende - 1869: 381 t Zinkblende - 1870: 374 t Zinkblende | - 1878: 700 t Zinkblende - 1885: 1.211 t Zinkblende |

Die Fahlerzförderung fiel im Gegensatz zu benachbarten Gruben spärlich aus. 1857 wurden zum Beispiel 1,2 t und 1859 2,2 t Fahlerz gefördert. 1885 kam die Fahlerzförderung trotz relativ hoher Bleierz- und Zinkblendeförderung auf grademal 15 t, während die nicht weit weg gelegene Grube Heinrichssegen auf über 500 t Fahlerzabbau kam. Reine Kupfererze wurden in den angegebenen Jahren gar nicht abgebaut.

### Konsolidationsgruben
Konsolidationen bestanden mit verschiedenen Gruben in der Umgebung.
- Silberardt in Littfeld. Die Grube wurde ebenfalls am 2. Januar 1571 erstmals erwähnt. Ein 1720 angeschlagener Stollen hatte eine Länge von 1330 m. Durch einen Schacht wurde in 94 m Teufe Erz abgebaut.
- Tiefenthal in Müsen. Die Ersterwähnung der Grube war am 23. September 1858.
- Wilder Mann in Müsen. Die Grube hatte ihre Erzvorkommen im gleichnamigen Gangmittel und wurde 1717 ersterwähnt, 1897 kam die Grube zum Altenberg.